# Hyperolius major
Hyperolius major és una espècie de granota de la família dels hiperòlids que viu a la República Democràtica del Congo, Zàmbia i, possiblement també, a Angola.